# Stunning and Brave
Stunning and Brave é o primeiro episódio da décima nona temporada da série de televisão animada South Park, e o episódio global de número de 258 da série. Foi ao ar em uma quarta-feira, 16 de setembro de 2015 no canal Comedy Central. O episódio faz uma paródia e faz duras críticas, principalmente aos guerreiros da justiça social e aos politicamente corretos (PC) dentro da sociedade com foco sobre a aceitação de Caitlyn Jenner. O episódio também satiriza o escândalo Deflategate envolvendo Tom Brady.

## Enredo
Mr. Mackey anuncia aos pais e alunos da Escola Elementar de South Park que a Diretora Victoria havia sido demitida. Ela foi substituída por Diretor PC, um homem agressivo e musculoso que promete causar grandes mudanças na cidade de South Park e conscientizar as pessoas sobre os seus preconceitos. Quando Kyle recebe uma detenção de duas semanas por dizer que Caitlyn Jenner não é uma heroína, seu pai, Gerald, confronta o diretor, e quando ele se refere a Jenner como Bruce Jenner, o diretor se torna violento e joga-os fora de seu escritório. Quando Gerald, Randy Marsh, Stuart McCormick conversam criticando Jenner em um bar da faculdade, eles são confrontados por um grupo de homens violentos, estudantes politicamente corretos, todos denominados de PC que insistem que Jenner é impressionante e corajosa. Os homens da faculdade e o diretor decidem formar uma casa de fraternidade. Na escola, Kyle, Stan, Kenny e Butters Stotch tentam convencer Cartman para formar um esquema para resolver o problema do direito, invocando para ele a imagem do seu herói quebra-regra, o quarterback do New England Patriots, Tom Brady. Cartman conhece o diretor no banheiro e usa a cueca de Butters para tentar enquadrá-lo por abuso sexual, mas é espancado pelo diretor após usar uma linguagem não apropriada.
Randy vai para a casa da associação dos PCs e se torna um postulante a membro do grupo após ingerir uma grande quantidade de álcool. No hospital, Cartman está pronto para desistir e aceitar que os PCs são fanáticos, mas Kyle se recusa a aceitar isso e é firme em sua posição de que Jenner não é uma pessoa agradável. Randy e as outras pessoas têm que conscientizar pessoas sobre seus preconceitos e ele envergonha Kyle após fazer vários desenhos impróprios em seu rosto no meio da noite. Depois de um sonho onde Cartman é, simultaneamente, Tom Brady, Roger Goodell, e Bill Belichick, Brady tenta fugir das consequências por suas ações durante o escândalo Deflategate, Cartman se compromete a Butters que ele vai tirar o cargo do melhor diretor. Depois de um trote brutal, Kyle pede Stan fazer Randy e sua gangue PC pararem de agredi-lo. Quando Butters diz para Cartman que Kyle se tornou o principal alvo dos membros da fraternidade de PC, Cartman jura vingança. Cartman e outros montam um assalto à casa de fraternidade, mas Kyle interrompe a ação, chamando publicamente Jenner de heroína e corajosa. Todos aplaudem Kyle, e um clipe dos ESPY Awards 2015 é mostrado. Os meninos admitem a contragosto que o PC permaneça na direção da escola, como Kyle observa que a única pessoa que parece ter saído vitoriosa foi Cartman.

## Recepção
O episódio recebeu críticas positivas. IGN Max Nicholson deu ao episódio uma média de 7,8 dos 10 e declarou: "último episódio de South Park tratou do tema politicamente correto com sagacidade mordaz e momentos verdadeiramente ultrajantes."  Chris Longo do Den of Geek deu 3.5 de 5 estrelas e disse em sua resenha que "é fácil sair querendo mais a partir deste episódio, embora ter pensado que a mensagem era de som."  Jonathon Dornbush do Entertainment Weekly escreveu que o show "aponta o dedo para as falhas de todos os outros em ambos os lados do argumento PC. E, se  Stunning and Brave é qualquer indicação, o show vai continuar a fazê-lo, permanecendo hilariante " Escrevendo para CBS Boston, Matt Dolloff elogiou a cena do sonho de Cartman como "divertida" e descreveu-a como a melhor parte do episódio.